# Þór/KA
Þór/KA ist eine Spielgemeinschaft der isländischen Vereine Þór Akureyri und KA Akureyri, die lediglich im Frauenfußball gemeinsam antritt und seine Heimspiele im Þórsvöllur austrägt.

## Geschichte
Im Oktober 1998 kündigten die beiden Vereine aus der nordisländischen Stadt Akureyri eine Zusammenarbeit auf dem Gebiet des Frauenfußballs an. Zur Saison 1999 traten die Vereine erstmals gemeinsam unter dem Namen „Þór/KA“ in der zweitklassigen 1. deild kvenna an und konnten am Saisonende den Aufstieg in die Landssímadeild kvenna feiern. Zwischen 2001 und 2005 wurde die Spielgemeinschaft vorübergehend um den KS Siglufjarðar erweitert und spielte in dieser Zeit unter dem Namen „Þór/KA/KS“. 2004 erfolgte der Abstieg in die Zweitklassigkeit, bereits im Folgejahr der sofortige Wiederaufstieg.
Seither etablierte sich die Spielgemeinschaft in der Pepsideild kvenna und konnte in den Jahren 2012 und 2017 jeweils die isländische Meisterschaft gewinnen und sich somit für die UEFA Women’s Champions League qualifizieren. Zudem wurde man in den Saisons 2010 und 2018 isländischer Vizemeister. Im Jahr 2013 erreichte Þór/KA außerdem zum bislang einzigen Mal das nationale Pokalfinale, in dem man Breiðablik Kópavogur mit 1:2 unterlag. Im November 2018 wurde beschlossen, die Spielgemeinschaft bis mindestens 2023 weiterzuführen.

## Statistiken

### Nationale Erfolge
- Isländischer Meister: 2012, 2017 (Vizemeister: 2010, 2018)
- Isländischer Pokalsieger: Fehlanzeige (Finalist: 2013)
- Ligapokalsieger: 2009, 2018[3]
- Super-Cup-Sieger: 2013, 2018 (Finalist: 2011)[4]

### Europapokalbilanz
| Saison  | Wettbewerb                    | Runde             | Gegner                 | Gesamt | Hin     | Rück    |
| ------- | ----------------------------- | ----------------- | ---------------------- | ------ | ------- | ------- |
| 2011/12 | UEFA Women’s Champions League | Sechzehntelfinale | 1. FFC Turbine Potsdam | 02:14  | 0:6 (H) | 2:8 (A) |
| 2013/14 | UEFA Women’s Champions League | Sechzehntelfinale | FC Sorki Krasnogorsk   | 2:6    | 1:2 (H) | 1:4 (A) |
| 2018/19 | UEFA Women’s Champions League | Qualifikation     | Linfield FC            | 2:1    | 2:1 (A) | 2:1 (A) |
| 2018/19 | UEFA Women’s Champions League | Qualifikation     | Wexford Youths         | 3:0    | 3:0 (N) | 3:0 (N) |
| 2018/19 | UEFA Women’s Champions League | Qualifikation     | Ajax Amsterdam         | 0:0    | 0:0 (N) | 0:0 (N) |
| 2018/19 | UEFA Women’s Champions League | Sechzehntelfinale | VfL Wolfsburg          | 0:3    | 0:1 (H) | 0:2 (A) |

Gesamtbilanz: 9 Spiele, 2 Siege, 1 Unentschieden, 6 Niederlagen, 9:24 Tore (Tordifferenz −15)